# Beaumont (Stavelot)
Pour les articles homonymes, voir Beaumont.
Beaumont est un hameau belge faisant partie de la commune et ville de Stavelot, dans la province de Liège en Région wallonne.
Avant la fusion des communes de 1977, Beaumont faisait partie déjà de la commune de Stavelot.  

## Situation
Ce hameau ardennais se situe à environ 700 m au sud du confluent de la Warche et de l'Amblève. L'autoroute E42 passe à proximité immédiate du hameau. Celui-ci se situe entre les petites localités de La Vaulx-Richard et Lodomez implantées plus à l'ouest et de Planche et Bellevaux (commune de Malmedy) au nord-est, de l'autre côté de l'autoroute. Le hameau de Villers jouxte Beaumont. Le centre de Stavelot est distant d'environ 6 km.

## Description
Dans un environnement de prairies, Beaumont se compose, entre autres, de plusieurs anciennes fermettes comprenant des colombages. On peut voir à hauteur d'un carrefour au centre du hameau, une Vierge dans une petite grotte artificielle ainsi qu'une fontaine.

## Tourisme
Beaumont compte plusieurs gîtes ruraux.